# Arenifodiens vagina
Arenifodiens vagina là một loài động vật thân mềm hai mảnh vỏ thuộc họ Mytilidae. Loài này được Jean-Baptiste Lamarck mô tả lần đầu tiên vào năm 1819.